# 科特马德拉 (加利福尼亚州)
科特马德拉（英語：Corte Madera），是美国加利福尼亚州马林县下属的一个城市。于1916年6月10日建市。城市面积约为8.2平方公里，根据2010年美国人口普查，该市有人口9,253人。